# Quatre nobles vérités
Pour les articles homonymes, voir Quatre vérités.

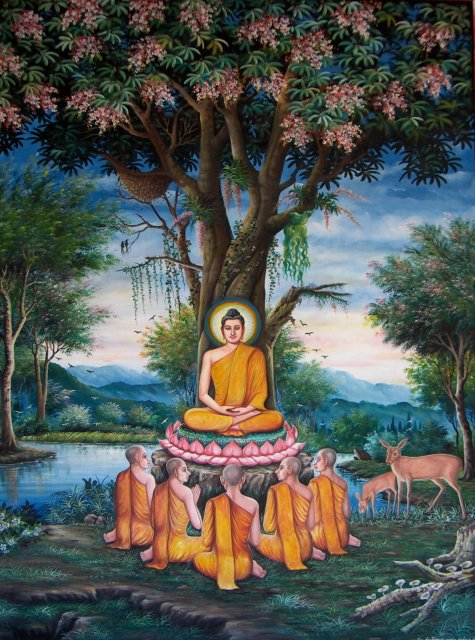
Premier sermon du Bouddha Gautama au Parc des cerfs. Peinture. Wat Chedi Liam, Thaïlande.

Les quatre nobles vérités (sanskrit IAST : catvāri āryasatyāni ;  devanagari : चत्वारि आर्यसत्यानि ; pali cattāri ariyasaccāni) sont, dans le bouddhisme, un enseignement fondamental issu du premier sermon (Dhammacakkappavattana Sutta) — appelé mise en mouvement de la roue du Dharma — qu'a donné Siddhartha Gautama à Sârnâth après son éveil. Ces quatre vérités (skt. : satya ; pali : sacca) sont la synthèse la plus brève des enseignements intégraux du bouddhisme puisque toutes les doctrines du Tripitaka y sont comprises. Ces vérités sont qualifiées de nobles (ārya) car elles prétendent exprimer l'ensemble de la vérité universelle, et doivent mener à la libération complète et définitive des individus.

## Source
Le sutra qui relate ce premier enseignement du Bouddha est connu sous le nom de Dhammacakkappavattana sutta (« mise en mouvement de la roue du Dharma ») et il est consigné dans la section Samyutta Nikaya de la corbeille Sutta Pitaka.

## La première noble vérité:Dukkha
La  première noble vérité est celle de l'universalité de dukkha, c'est-à-dire l'insatisfaction ou la souffrance, qui sont inséparables de l'existence conditionnée et dont les causes peuvent être la douleur, le malaise, la peine, le mal-être. Selon le Bouddha : « la naissance est souffrance, la vieillesse est souffrance, la maladie est  souffrance, la mort est souffrance, être uni à ce que l'on n'aime pas est souffrance, être séparé de ce que l'on aime est souffrance, ne pas obtenir ce que l'on désire est aussi souffrance. En résumé, les cinq agrégats (skandhas) d'attachement [à savoir la matière, la sensation, la perception, les formations mentales et la conscience] sont aussi souffrance. »
Le mot « dukkha » (duḥkha en sanskrit) est souvent traduit par « souffrance » ou « douleur », ce qui est réducteur. Il revêt bien des significations dans l'enseignement du Bouddha : celles d'insatisfaction, d'imperfection, d'impermanence, de conflit, de non-substantialité. On le traduit aussi par « insatisfaction », puisque ce qu'il désigne va bien au-delà de la douleur physique. Par ailleurs, les maîtres et les enseignants peuvent insister sur tel ou tel aspect de cette insatisfaction : ainsi, Ajahn Chah y voyait surtout l'incertitude attachée à l'existence, tandis que pour Ajahn Brahm c'est « demander à la vie ce qu'elle ne peut nous donner ». C'est pourquoi, on garde souvent dans les traductions le mot pali dukkha, faute d'équivalent adéquat.
La souffrance revêt trois aspects : la souffrance physique et mentale, la souffrance causée par le changement et la souffrance causée par le conditionnement. La souffrance imprègne tous les niveaux d'existence, des plus inférieurs aux plus élevés, y compris ce que l'on tient habituellement pour des états agréables : « ce que l'homme ordinaire appelle bonheur, l'être éveillé l'appelle dukkha » (Samyutta Nikâya, 35, 136).
Cette notion de « souffrance » vaut parfois au bouddhisme d'être accusé de pessimisme, alors que le message du Bouddha est fondamentalement optimiste puisqu’il dit que l’on peut se libérer de cette insatisfaction ou souffrance.

## La deuxième noble vérité:Taṇhā
La deuxième noble vérité décrit l'origine ou l'apparition de duḥkha (Dukkhasamudaya-ariyasacca) : celle-ci est due à la taṇhā, ou « soif », « avidité », le « désir » que provoquent en l'homme les phénomènes et états impermanents. 
Cette vérité est définie comme suit dans de nombreux passages des textes originaux :

« C'est cette « soif » (taṇhā) qui produit la ré-existence et le re-devenir (ponobhavikā), qui est liée à une avidité passionnée (nandirāgasahagatā) et qui trouve sans cesse une nouvelle jouissance tantôt ici, tantôt là (tatratatrābhinandini), à savoir la soif des plaisirs des sens (kāma-tanhā), la soif de l'existence et du devenir (bhava-tanhā) et la soif de la non-existence (vibhava-tanhā) »

En raison de la coproduction conditionnelle (Paṭicca-samuppāda), l'apparition (samudaya) de la soif (taṇhā) dépend de la sensation (vedanā), laquelle dépend elle-même du contact (phassa). Ainsi, la soif n'est pas la cause première de la duḥkha, mais elle constitue « la cause la plus palpable et la plus immédiate ». La soif désigne l'attachement aux substances et aux impressions (dhamma-tanhā) qui peuvent produire la ré-existence et le re-devenir (ponobhavikā). Le Bouddha a livré l'analyse suivante à Ratthapāla : « Le monde manque et il désire avidement ; il est esclave de la « soif » (tanhādāso) ». C'est la soif et l'ignorance qui engendrent les trois racines du mal : la convoitise, la haine et l'erreur. Tout acte (de la parole, du corps, ou de l'esprit), bon ou mauvais produit un fruit (en sanskrit फल phala) positif ou négatif pour son auteur.
Cette soif inclut : la kama-taṇhā : soif de plaisirs sensoriels; la bhava-taṇhā : désir de perpétuer le cycle de la vie et de la mort (dont la réincarnation); la vibhava-taṇhā : désir de ne pas subir l'expérience du monde et des sensations douloureuses.

## La troisième noble vérité:Nirodha
La troisième noble vérité concerne la cessation ou l'« extinction » (nirodha) des souffrances : la duḥkha cesse lorsqu'on renonce à l'avidité (taṇhā) et aux désirs. Une fois que les origines des souffrances sont connues, on agit sur ces causes pour les éradiquer, jusqu'à atteindre la « libération finale » ( निर्वाण nirvāṇa). Le nirvana correspond à l'état de cessation des souffrances, et au bonheur qui en découle. 
Selon le degré de cessation atteint, on atteint un des quatre stades de libération. Dans le bouddhisme mahâyâna, en revanche, le bodhisattva, retarde le plus possible la libération afin d'aider les êtres à se libérer.

## La quatrième noble vérité:Magga
La quatrième noble vérité est celle du chemin (magga) menant à la cessation de la souffrance. Ce chemin est le « noble sentier octuple »: la vision juste, la pensée juste, la parole juste, l'action juste, les moyens d'existence justes, l'effort juste, l'attention juste et la concentration juste. Par la pratique simultanée de ces huit branches, et sans en omettre aucune, les bouddhistes pratiquants atteignent progressivement le « but » du chemin, le nirvāna.

## La parabole du médecin
Ces quatre nobles vérités sont souvent comparées au processus des soins dispensés de la part d'un médecin (sanskrit: भिषग्वर bhiṣagvara ou भैषज्यगुरु bhaiṣajya-guru) : la personne consciente, éveillée (बुद्ध buddha) a pour tâche de guérir les personnes souffrantes de leurs maux. Il constate les symptômes, fait un diagnostic de la maladie, trouve la méthode de la guérison et prescrit un remède.

## Les aspects et les caractéristiques
Le sutra présente douze aspects et seize caractéristiques.

### Douze aspects
Ces douze aspects reprennent les strophes du premier sermon (voir plus bas Premier Sûtra)  
Première noble vérité : 1. Connaissance de la vérité de dukkha (strophe IX) ; 2. Connaissance du fonctionnement de dukkha (str. X) ; 3. Connaissance de ce qui a été accompli concernant dukkha (str. XI)
Deuxième noble vérité : 1. Connaissance de la vérité de l'origine de dukkha (str. XII) ; 2. Connaissance du fonctionnement de l'origine de dukkha (str. XIII) ; 3. Connaissance de ce qui a été accompli concernant l'origine de dukkha (str. XIV).
Troisième noble vérité : 1. Connaissance de la vérité de la cessation de dukkha (str. XV) ; 2. Connaissance du fonctionnement de la cessation de dukkha (str. XVI) ; 3. Connaissance de ce qui a été accompli concernant la cessation de dukkha (str. XVII). 
Quatrième noble vérité : Connaissance de la vérité du noble sentier octuple (str. XVIII) ; Connaissance du fonctionnement du noble sentier octuple (str. XIX) ; Connaissance de ce qui a été accompli concernant le noble sentier octuple (str. XX). 

### Seize caractéristiques
Chacune des quatre vérités présente quatre caractéristiques.   
Première noble vérité : l'impermanence ; la souffrance proprement dite ; la vacuité ; l'absence de soi: impersonnalité : Anatta. (Voir aussi : trois caractéristiques). 
Deuxième noble vérité : la cause ; l'origine / la production ; la condition (voir : coproduction conditionnée). 
Troisième noble vérité : la cessation ; la paix ; / l'excellence ; / le renoncement (Voir aussi : nirvāṇa, satori, arhat). 
Quatrième noble vérité : la voie ; / la connaissance ; / l'accomplissement ; / la délivrance (Voir aussi : noble sentier octuple, vipassana) 

#### Texte avec commentaires
- Môhan Wijayaratna, Sermons du Bouddha, Paris, Seuil, coll. « Points sagesses », 2006, 246 p. (ISBN 978-2-02-081572-7), p. 91-97 (p. 91-92: Introduction)

- Walpola Rahula (préf. Paul Demiéville), L'enseignement du Bouddha d'après les textes les plus anciens : Étude suivie d'un choix de textes, Paris, Seuil, coll. « Points sagesses », 1978 (réimpr. 2003), 188 p. (ISBN 978-2-02-004799-9), p. 35-72 (commentaire); p. 122-124 (sutra)

#### Études et commentaires
- (en) Carol S. Anderson, Pain and Its Ending: The Four Noble Truths in the Theravada Buddhist Canon, Richmond (UK), Routledge, 2015 (1re éd. 1999), 268 p. (ISBN 978-1-138-86231-9)
- (en) Carol S. Anderson, « Four Noble Truths », dans Robert E. Buswell Jr., Encyclopedia of Buddhism, New York, MacMillan, 2004, xxxi + 981 (ISBN 978-0-028-65718-9), p. 295-298
- (en) Bhikkhu Bodhi, The Noble Eightfold Path: The Way to the End of Suffering, BCBS Edition, 2013 (1re éd. 1999) (lire en ligne)

- Rewata Dhamma (trad. de l'anglais par Tancrède Montmartel, préf. Ajahn Sumedho), Le premier enseignement du Bouddha, Vernègues, Claire Lumière, 1998, 182 p. (ISBN 2-905-99842-3)
- Dalaï-Lama (trad. Patrick Carré), Pacifier l'esprit. Une méditation sur les quatre nobles vérités du Bouddha, Paris, Albin Michel, coll. « Spiritualités vivantes », 2007, 234 p. (ISBN 978-2-226-17836-7)
- (en) Peter Harvey, « The Four Ariya-saccas as 'True Realities for the Spiritually Ennobled' — the Painful, its Origin, its Cessation, and the Way Going to This — Rather than 'Noble Truths' Concerning These », Buddhist Studies Review, vol. 26, no 2,‎ 2009, p. 197-227
- (en) Peter Harvey, An Introduction to Buddhism. Teachings, History and Practices, Cambridge, Cambridge University Press, 2013 (2n edition, revised and updated), xxviii + 521 p. (ISBN 978-0-521-67674-8), chap. 3 (« Early Buddhist Teachings: The Four True Realities for the Spiritually Ennobled »), p. 50-871re édition traduite en français, Le bouddhisme. Enseignements, histoire, pratiques, Seuil,  coll. « Points Sagesse », 1993 (v. chap. 3, « Les quatre nobles vérités », p. 82-113)
- Paul Magnin, Bouddhisme, unité et diversité. Expériences de libération, Paris, Cerf, 2003, 763 p. (ISBN 978-2-204-07092-8), p. 115-250
- Kenneth R. Norman, « Why Are the Four Noble Truths Called “Noble”? [1990] », dans K.R. Norman Collected Papers, Pali Text Society, 2008, vol. iv (lire en ligne), p. 171-174
- (en) Ajahn Sumedo (trad. Sāvako Bhikkhu), The Four Noble Truths, Taiwan, The Corporate Body of the Buddha Educational Foundation, 1992 (réimpr. 2001), 73 p. (ISBN 978-1-870-20510-8)

#### Dictionnaires
- Philippe Cornu, Dictionnaire encyclopédique du bouddhisme, Paris, Seuil, 2006, 949 p. (ISBN 978-2-020-82273-2)
- (en) Robert E. Buswell Jr. et Donald S. Lopez Jr., The Princeton Dictionary of Buddhism, Princeton, Princeton University Press, 2014, xxxii + 1265 (ISBN 978-0-691-15786-3).